# 鲍里斯·亚历山德罗维奇·亚茨克维奇
鲍里斯·亚历山德罗维奇·亚茨克维奇（俄语：Борис Александрович Яцкевич，1948年1月7日—2020年6月12日），俄罗斯地质学家、政治人物，前自然资源部部长。

## 生平
1948年生于波兰人民共和国莱格尼察。1972年毕业于苏联沃羅涅日國立大學地质系，同年被派往科米蘇維埃社會主義自治共和國乌赫塔地质考察队工作。1983年毕业于全苏地质研究所研究生院。1985年获地质和矿物学副博士学位。1992年至1993年，任俄罗斯联邦地质与自然资源委员会副主席。1996年至1997年，任俄罗斯联邦自然资源部国务秘书-第一副部长。1997年3月至1999年8月，任俄罗斯联邦自然资源部第一副部长。1999年8月至2001年7月，任俄罗斯联邦自然资源部长。2020年6月12日逝世。